# Bistum Montauban
Das Bistum Montauban (lateinisch Dioecesis Montis Albani, französisch Diocèse de Montauban) ist eine in Frankreich gelegene römisch-katholische Diözese mit Sitz in Montauban, Département Tarn-et-Garonne.

## Weblinks

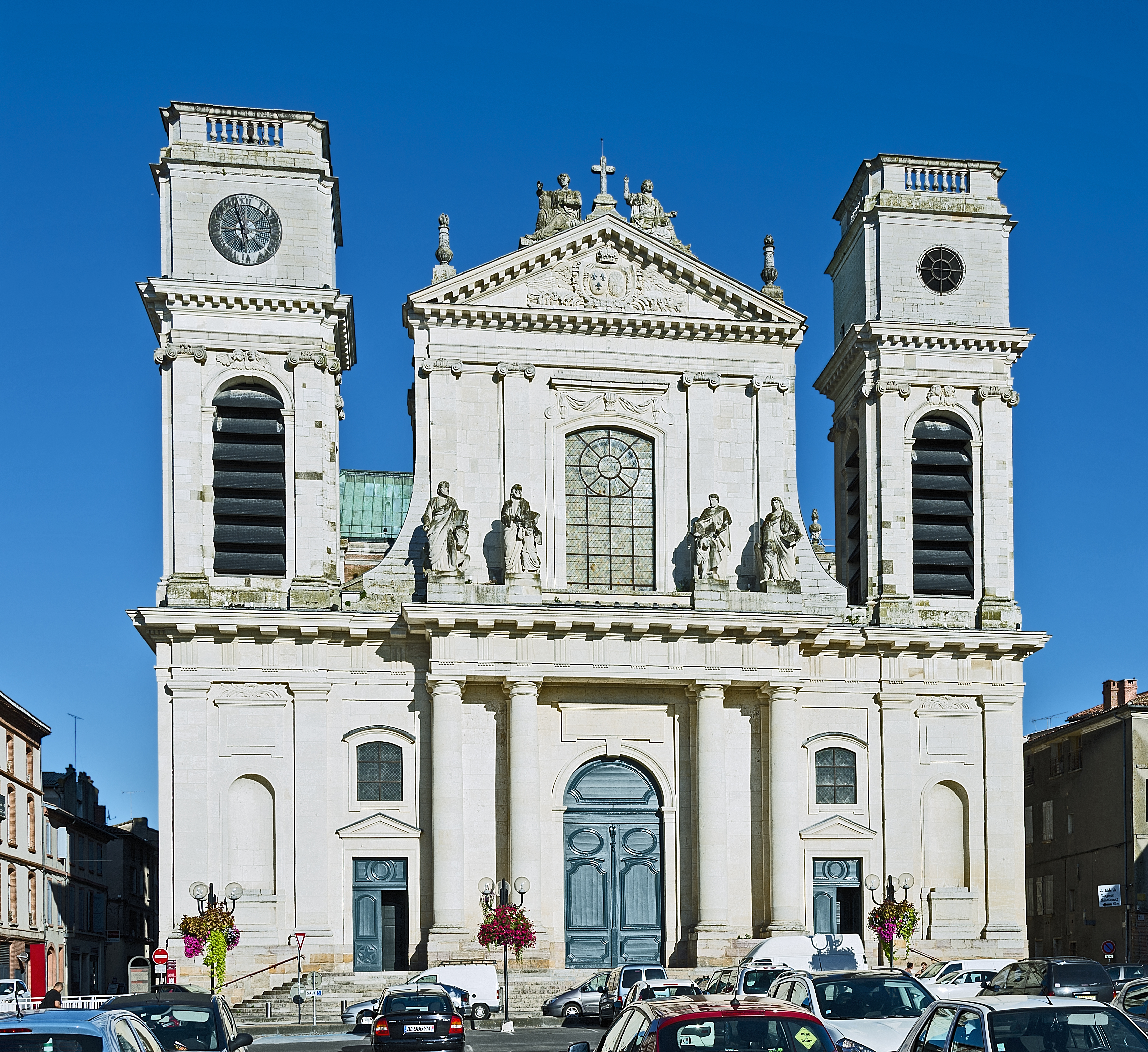
Kathedrale Notre-Dame-de-l’Assomption in Montauban

## Geschichte
Das Bistum Montauban wurde am 11. Juli 1317 durch Papst Johannes XXII. mit der Apostolischen Konstitution Salvator noster aus Gebietsabtretungen des Bistums Cahors und des Erzbistums Toulouse errichtet und dem Erzbistum Toulouse als Suffraganbistum unterstellt. Am 29. November 1801 wurde das Bistum Montauban aufgelöst und das Gebiet wurde dem Erzbistum Toulouse angegliedert. Das Bistum Montauban wurde am 6. Oktober 1822 durch Papst Pius VII. mit der Apostolischen Konstitution Paternae charitatis erneut errichtet.